# Snorri Björnsson
Snorri Björnsson, född 1710, död 1803, var en isländsk präst och magiker (galdramästare). Han är känd i Islands legendflora för sina påstådda magiska bedrifter. 